# Domn pentru o zi
Domn pentru o zi (titlul original: în bulgară Господин за един ден, transliterat: Gospodin za edin den) este un film bulgăresc de comedie-dramă din 1983 regizat de Nikolai Volev, cu Todor Kolev și Ițak Fintzi în rolurile principale. Scenariul este scris de Nikola Statkov pe baza a două povestiri scurte („Чуждоземецът“/Străinul și „Господинът“/Domnul). Pelicula ilustrează atmosfera socială și morală din Bulgaria anilor 1930.
Personajul principal Purko (Todor Kolev)  este un om sărac care are mulți copii. El are mai mereu diferite proiecte extravagante pentru a scăpa de sărăcie în perioada interbelică. Singura consolare a sa este muzica, cu clarinetul și talentul său muzical înnăscut. Într-o zi se întâlnește cu un cuplu elegant de orășeni, care îi promit că va scăpa de toate grijile dacă își ipotechează casa și investește toți banii în afacerea lor.
Acesta este al doilea film dintr-o trilogie de mare succes în Bulgaria anilor 1980, cu Todor Kolev în rolul principal. Celelalte două filme sunt Dvoynikat (1980) regizat tot de Nikolai Volev și Opasen char (1984) regizat de Ivan Andonov. Interpretarea lui Kolev, într-o manieră care amintește de marii actori de comedie ai filmului mut, a primit numeroase recenzii pozitive din partea criticii.

## Distribuție
- Todor Kolev ca Asparuh Kanchev - Purko
- Itzhak Fintzi este colector de taxe
- Yordanka Stefanova ca soția lui Purko
- Stoyan Gadev ca preot
- Ivan Grigorov ca Mito , săteanul cu picioarele-goale
- Nikola Pashov ca primarul satului
- Ivan Obretenov ca un sătean
- Trifon Dzhonev ca Bay Linko, cârciumarul
- Veliko Stoyanov
- Pavel Popandov
- Georgi Mamalev ca inginer Kerkelezov (inventator excentric)
- Boris Radinevski
- Kina Mutafova

## Vezi și
- Listă de filme străine până în 1989

## Legături externe
- Domn pentru o zi la CineMagia
- Domn pentru o zi la Internet Movie Database
- Domn pentru o zi la Televiziunea Națională Bulgară bg